# 사우디아라비아의 국장

사우디아라비아의 국장

사우디아라비아의 국장은 1950년에 제정되었다. 엇갈린 채로 놓여 있는 두 개의 칼 위에 초록색 야자나무가 올려진 형태를 하고 있다.
야자나무는 활력과 성장, 인내를 의미하며 두 개의 칼은 1926년에 있었던 이븐 사우드의 헤자즈와 네지드 두 지역의 통일을 상징한다.

## 역사
사우디아라비아의 국장은 중앙에 야자수와 교차하는 두 개의 휘어진 아랍 검으로 표현된다. 이 엠블럼은 왕의 깃발로 알려졌다.
사우디아라비아는 힘, 정의, 보호, 안전을 상징하는 두 자루의 검의 상징을 선택한 이유는 사우디아라비아가 권력을 장악하기 위해 많은 전투를 겪었기 때문이다. 심벌 마크. 고체 재료에 배치된 가장 오래된 것으로 알려진 사우디 엠블럼은1927년에 발행된 리얄인 왕국의 화폐 단위를 나타내는 리얄 액면가의 표면에 인쇄된 것과 동일한 것이며, 이를 포함하는많은 우표가 있다. 1929년 초 왕좌에 앉는 것을 언급하면서 슬로건이 발표되었다. 후에 종려나무의 위치를 수정하여 중앙에 두 개의 교차된 검의 꼭대기가 되게 하였고, 이를 조정한 후에 지금의 모습으로 이어지게 되었다.

## 주요 사용처
사우디아라비아는 사우디아라비아의 많은 국기뿐만 아니라 정부 문서와 외교 공관에도 나타난다.

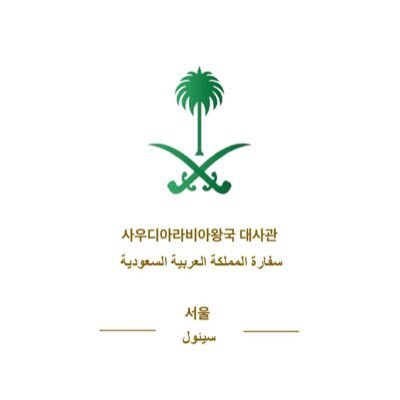
사우디아라비아의 대사관

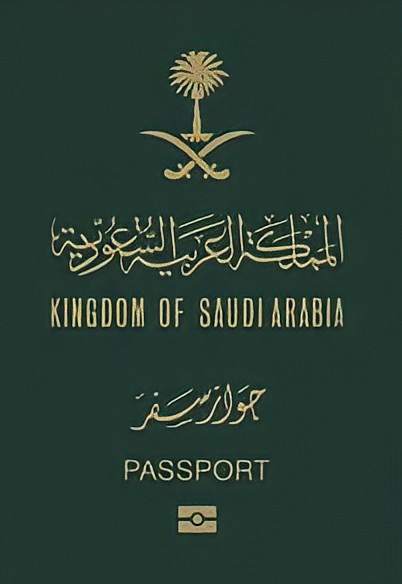
사우디의 여권